# قلعه تغلق‌آباد
قلعه تُغلُق‌آباد یک دژ ویران‌شده در دهلی، هند است. غیاث‌الدین تغلق، بنیان‌گذار تغلق‌شاهیان و فرمانروای سلطان‌نشین دهلی، این قلعه را در سال ۱۳۲۱ میلادی ساخت، هنگامی که سومین شهر تاریخی دهلی را بنیان نهاد. با این حال، این قلعه در سال ۱۳۲۷ میلادی متروک شد.
این قلعه نام خود را به منطقه مسکونی-تجاری نزدیک تغلق‌آباد و همچنین منطقه نهادی تغلق‌آباد داده است. غیاث‌الدین تغلق همچنین قطب-بدارپور را ساخت که شهر جدید را به جاده گرند ترانک متصل می‌کرد. این جاده اکنون به نام جاده مهراولی-بدارپور شناخته می‌شود.
مناطق اطراف قلعه بخشی مهم از تنوع زیستی کوهستان آراوالی هستند که از ذخیره‌گاه ببر ساریسکا تا دهلی امتداد دارند. اماکن تاریخی اطراف پناهگاه شامل دریاچه بادکهال در ۶ کیلومتر (۳٫۷ مایل) شمال‌شرقی، مخزن سورج‌کند از قرن دهم و سد آنانگ‌پور، دریاچه دامداما، قلعه تغلق‌آباد و جهان‌پناه (هر دو در دهلی) هستند. این منطقه مجاور آبشارهای فصلی پالی-دهواج-کوت در فریدآباد، مانگر بانی مقدس و پناهگاه حیات‌وحش آسولا بتی است. در منطقه جنگلی تپه‌ای ریج دهلی چندین دریاچه از معدن‌های روباز متروک تشکیل شده است.

## تاریخچه

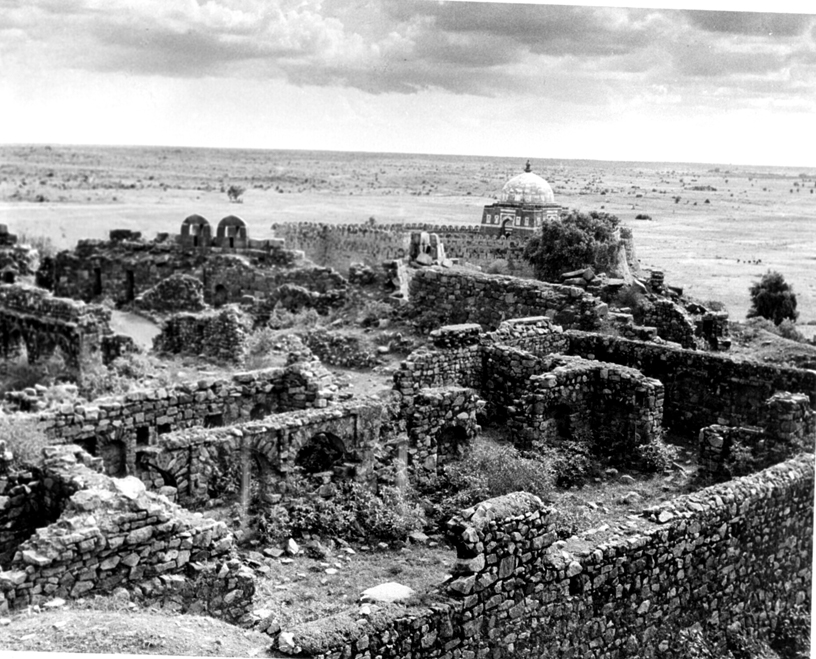
ویرانه‌های قلعه تغلق‌آباد با مقبره غیاث‌الدین در پس‌زمینه، ۱۹۴۹

غازی ملک، یکی از دست‌نشاندگان دودمان خلجی در دهلی، هند بود. دودمان خلجی، یک سلسله ترک-افغان بود که بر هند حکومت می‌کرد. روزی، هنگام قدم زدن با سرور خلجی خود، غازی ملک پیشنهاد داد که پادشاه استحکاماتی بر تپه‌ای در بخش جنوبی دهلی بسازد. پادشاه با شوخی به غازی ملک گفت که خودش این قلعه را زمانی که پادشاه شود بسازد.
در سال ۱۳۲۱ میلادی، غازی ملک خلجی‌ها را از قدرت کنار زد و عنوان غیاث‌الدین تغلق را برگزید و سلسله تغلق‌شاهیان را آغاز کرد. او بلافاصله دستور ساخت شهر افسانه‌ای خود را صادر کرد و آن را به‌عنوان دژی زیبا اما تسخیرناپذیر در نظر گرفت که مهاجمان مغول را دفع کند. اما سرنوشت به میل او پیش نرفت.

### نفرین نظام‌الدین اولیا
غیاث‌الدین عموماً به‌عنوان فرمانروایی معتدل شناخته می‌شود. با این حال، او چنان شیفته ساخت قلعه رؤیایی خود بود که فرمانی صادر کرد که تمام کارگران دهلی باید روی قلعه او کار کنند. نظام‌الدین اولیا، صوفی مشهور قرن سیزدهم، به‌خاطر توقف ساخت بائولی (آب‌انبار پله‌ای) خود که به دلیل جلب کارگران رخ داد، خشمگین شد. این رویارویی بین صوفی مقدس و امپراتور سلطنتی سرانجام به افسانه‌ای در هند تبدیل شد. صوفی نفرینی را به زبان آورد که تا امروز در تاریخ طنین‌انداز است.

### مرگ حاکم
یکی دیگر از نفرین‌های صوفی این بود: «هنوز دهلی دور است». در این زمان، امپراتور درگیر یک لشکرکشی در بنگال بود. او موفق شد و در راه بازگشت به دهلی بود. با این حال، پسرش، محمد بن تغلق، در کارا در اوتار پرادش با او ملاقات کرد. گفته می‌شود به دستور شاهزاده، یک شامیانه (چادر) را بر روی امپراتور فرو ریختند که منجر به مرگ او در سال ۱۳۲۴ شد.

## آرامگاه غیاث‌الدین تغلق

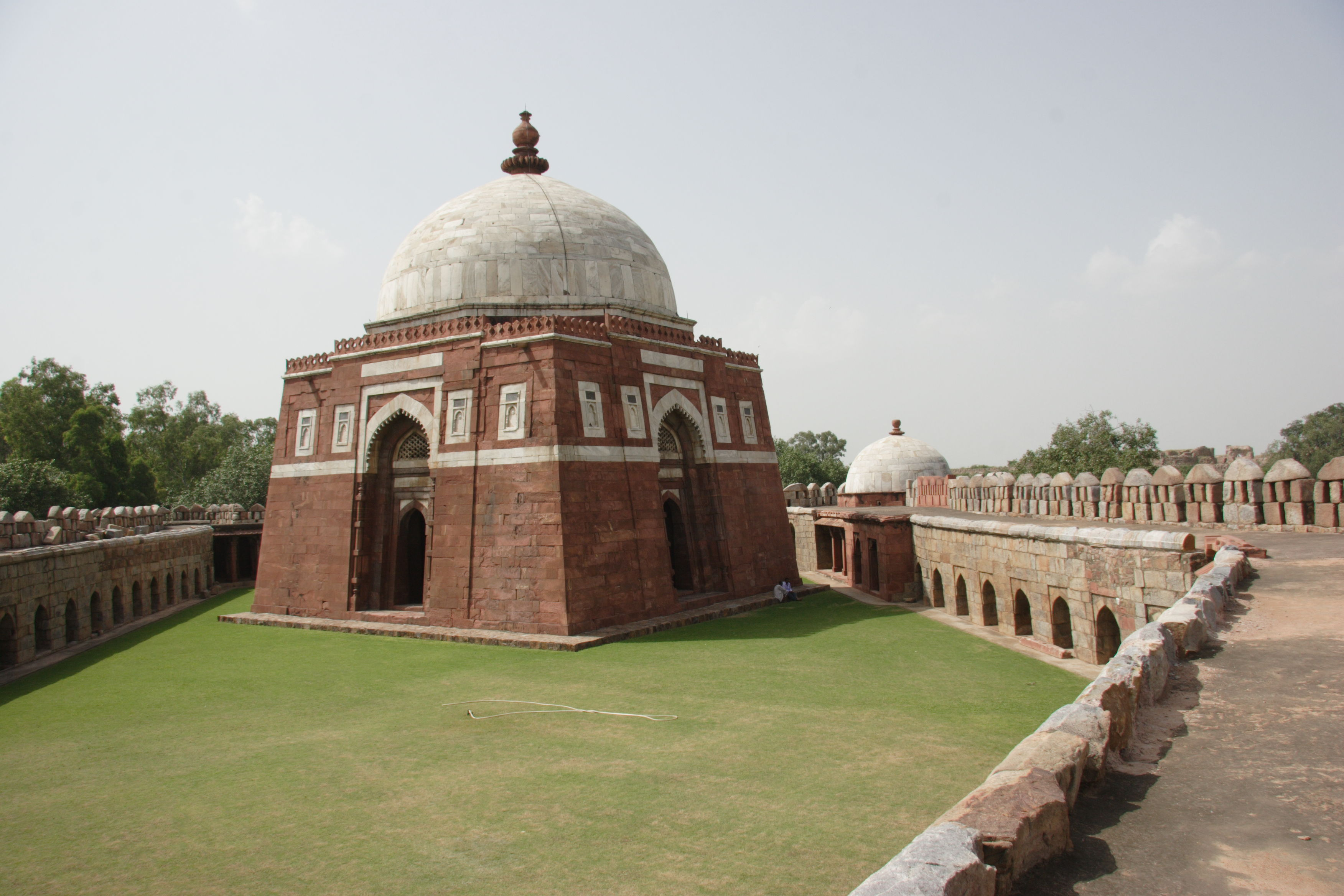
آرامگاه غیاث‌الدین تغلق در تغلق‌آباد، همراه با یک مقبره فرعی.

'آرامگاه غیاث‌الدین تغلق' با یک گذرگاه به برج و باروی جنوبی قلعه متصل شده است. این گذرگاه مرتفع با طول ۱۸۰ متر (۶۰۰ فوت) و ۲۷ قوس، از یک دریاچه مصنوعی عبور می‌کند. با این حال، در حدود قرن بیستم، بخشی از این گذرگاه توسط Mehrauli-جاده بدارپور قطع شد. پس از عبور از یک انجیر معابد قدیمی، مجموعه آرامگاه غیاث‌الدین تغلق از طریق یک دروازه بلند ساخته‌شده از ماسه‌سنگ قرمز و پله‌هایی به آن دسترسی دارد.
آرامگاه اصلی از یک آرامگاه مربعی تک‌گنبدی به ابعاد حدود ۸ در ۸ متر (۲۶ در ۲۶ فوت) با دیوارهای شیب‌دار تشکیل شده که با جان‌پناههایی تاج‌گذاری شده است. برخلاف دیوارهای قلعه که از گرانیت ساخته شده‌اند، دیوارهای آرامگاه با ماسه‌سنگ قرمز صیقلی پوشانده شده و با پانل‌های کنده‌کاری‌شده و مرزهای قوسی از سنگ مرمر تزئین شده‌اند. این بنا با یک گنبد زیبا که بر روی یک پایه هشت‌ضلعی قرار دارد، پوشیده شده است؛ گنبد با تخته‌های سفید مرمر و تخته‌سنگ‌های اسلیت پوشانده شده است.

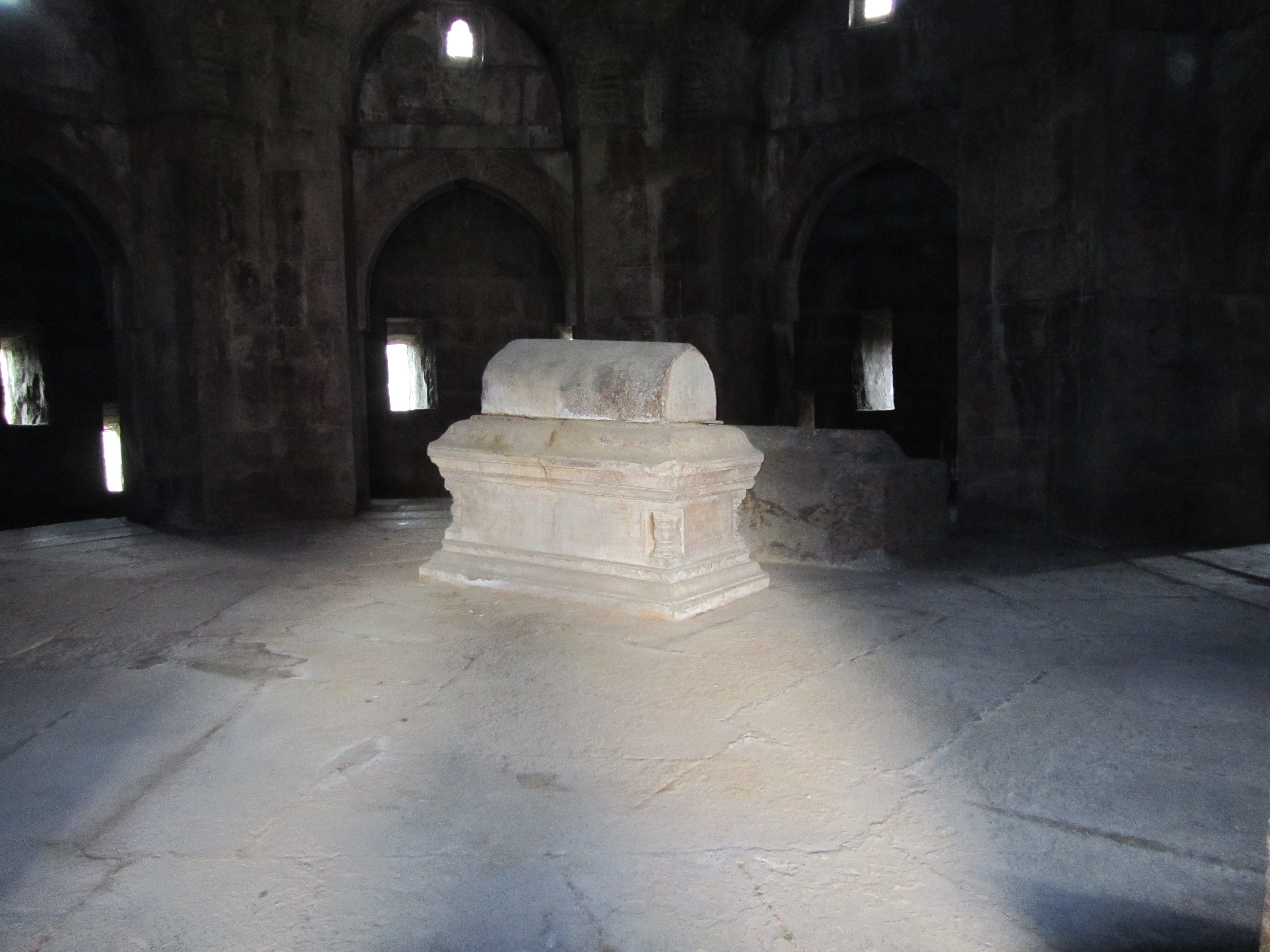
قبرهای داخل آرامگاه

داخل آرامگاه سه قبر قرار دارد: قبر مرکزی متعلق به غیاث‌الدین تغلق است و دو قبر دیگر احتمالاً متعلق به همسر او و پسرش (و جانشینش) محمد بن تغلق است. در جان‌پناه دژ شمال‌غربی دیوار محوطه که با راهروهای ستونی ساخته شده است، یک آرامگاه هشت‌ضلعی دیگر با سبکی مشابه اما گنبد کوچکتر مرمری و تخته‌های حکاکی‌شده مرمر و ماسه‌سنگ بر روی درهای قوسی آن وجود دارد. بر اساس سنگ‌نوشته‌ای که بر ورودی جنوبی آن قرار دارد، این آرامگاه بقایای ظفرخان را در خود جای داده است. قبر او پیش از ساخت این پایگاه در این مکان بوده و عمداً توسط غیاث‌الدین تغلق در طراحی آرامگاه گنجانده شده است.

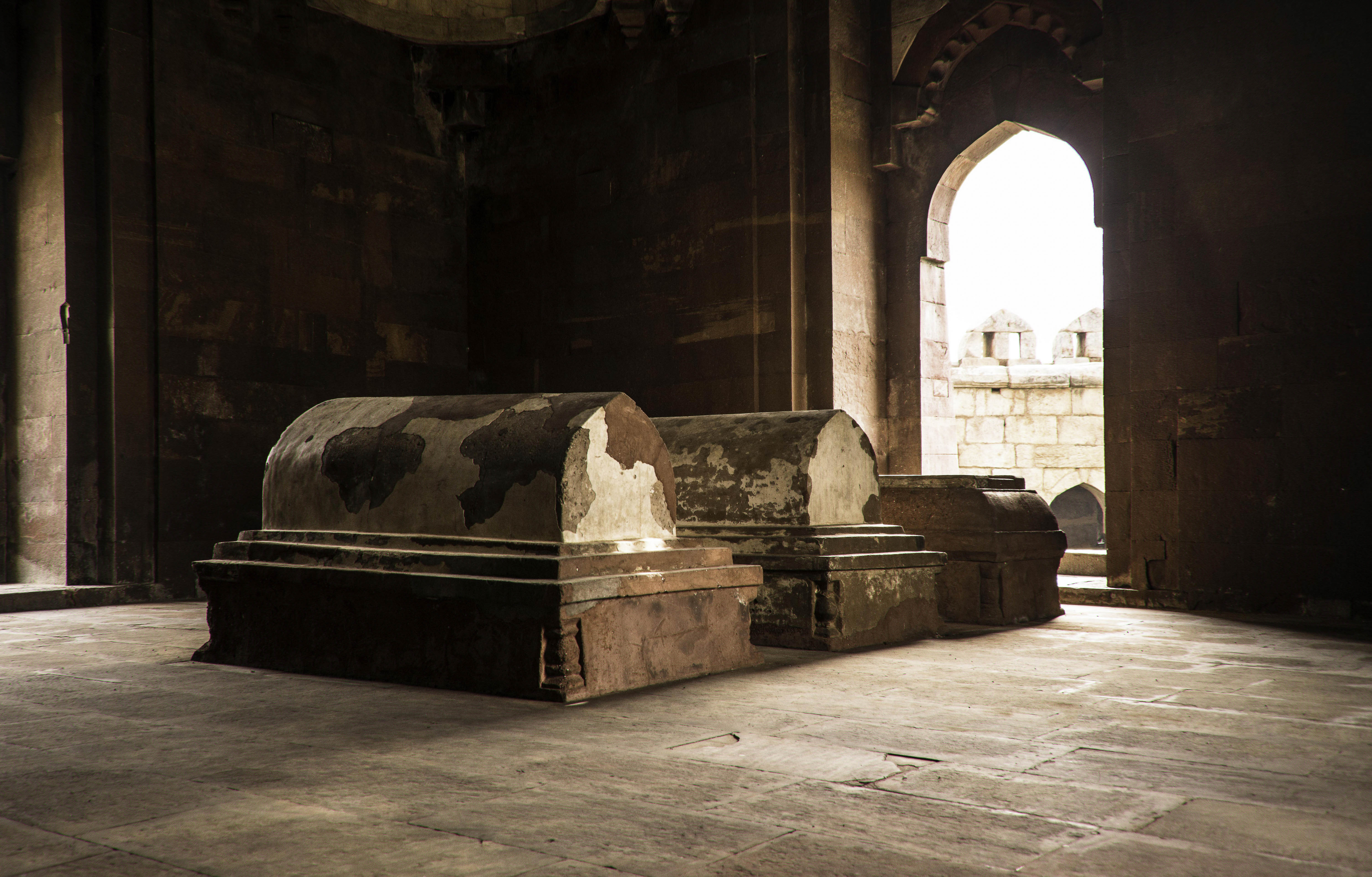
قبر غیاث‌الدین در داخل آرامگاه

## معماری

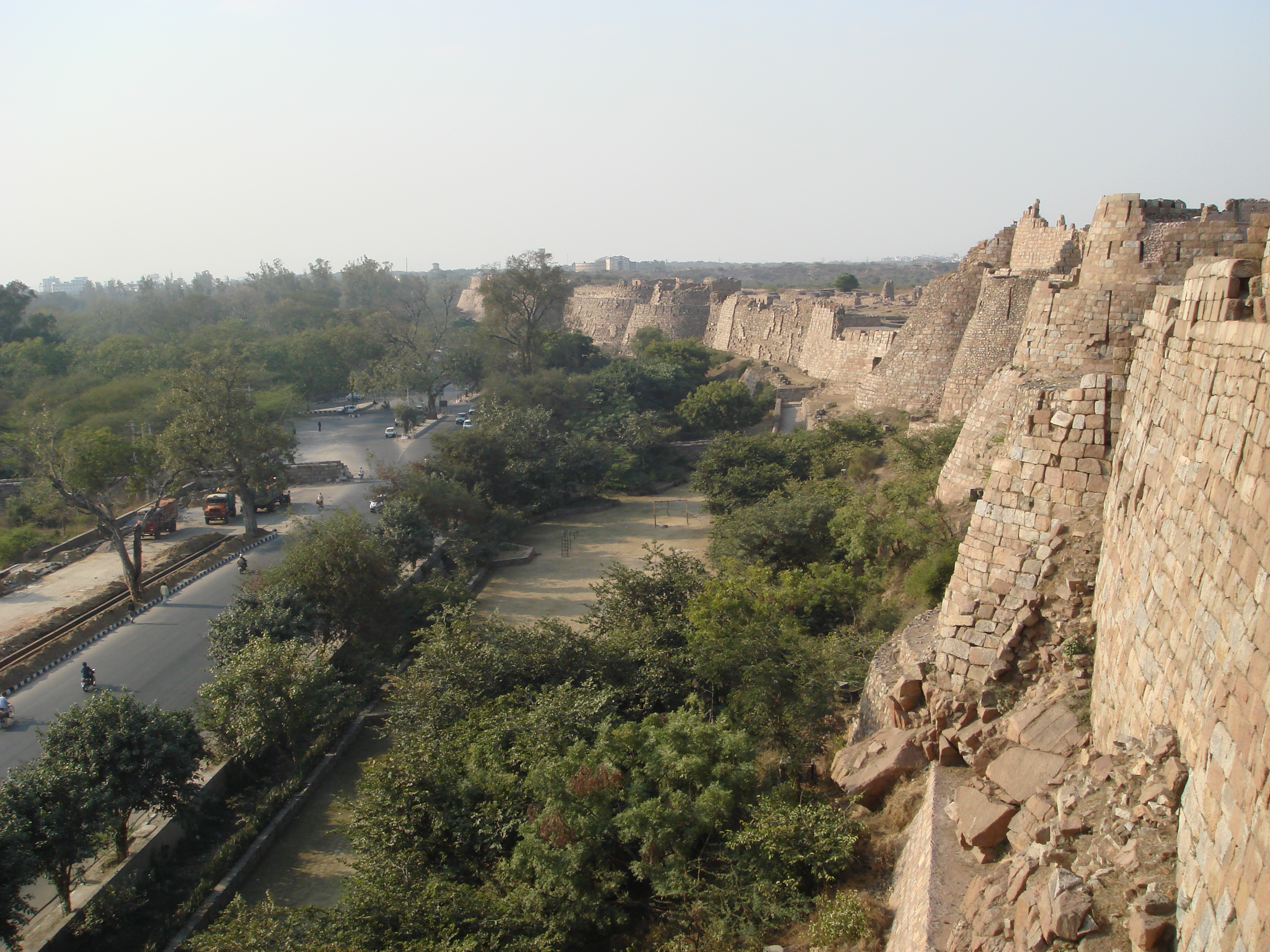
دیوارهای قلعه تغلق‌آباد در کنار جاده مهراولی-بدارپور.

تغلق‌آباد هنوز هم شامل استحکامات عظیم سنگی برجسته‌ای است که نقشه نامنظم شهر را احاطه کرده‌اند. دیوارهای شیب‌دار پر از خرده‌سنگ که ویژگی خاص بناهای تغلق‌شاهیان است، ارتفاعی بین ۱۰ و ۱۵ متر (۳۳ و ۴۹ فوت) دارند و با جان‌پناههایی برجسته‌شده و جان‌پناه دژهای دایره‌ای تا دو طبقه تقویت شده‌اند. گفته می‌شود این شهر در گذشته ۵۲ دروازه داشته که امروزه تنها ۱۳ عدد از آن‌ها باقی مانده است. شهر مستحکم شامل هفت مخزن آب باران بوده است. قلعه به شکل نیم‌شش‌ضلعی است و قاعده‌ای به طول ۲٫۴ کیلومتر (۱٫۵ مایل) و محیطی به طول حدود ۶٫۴ کیلومتر (۴ مایل) دارد.
تغلق‌آباد به سه بخش تقسیم شده است:
1. منطقه وسیع شهری با خانه‌هایی که بر اساس طرح مستطیلی بین دروازه‌های آن ساخته شده‌اند
2. ارگ با برجی در مرتفع‌ترین نقطه آن معروف به بجای‌مندل و بقایای چند تالار و یک راهرو زیرزمینی طولانی
3. منطقه کاخ مجاور که شامل اقامتگاه‌های سلطنتی است؛ یک راهرو زیرزمینی طولانی در زیر برج هنوز باقی است

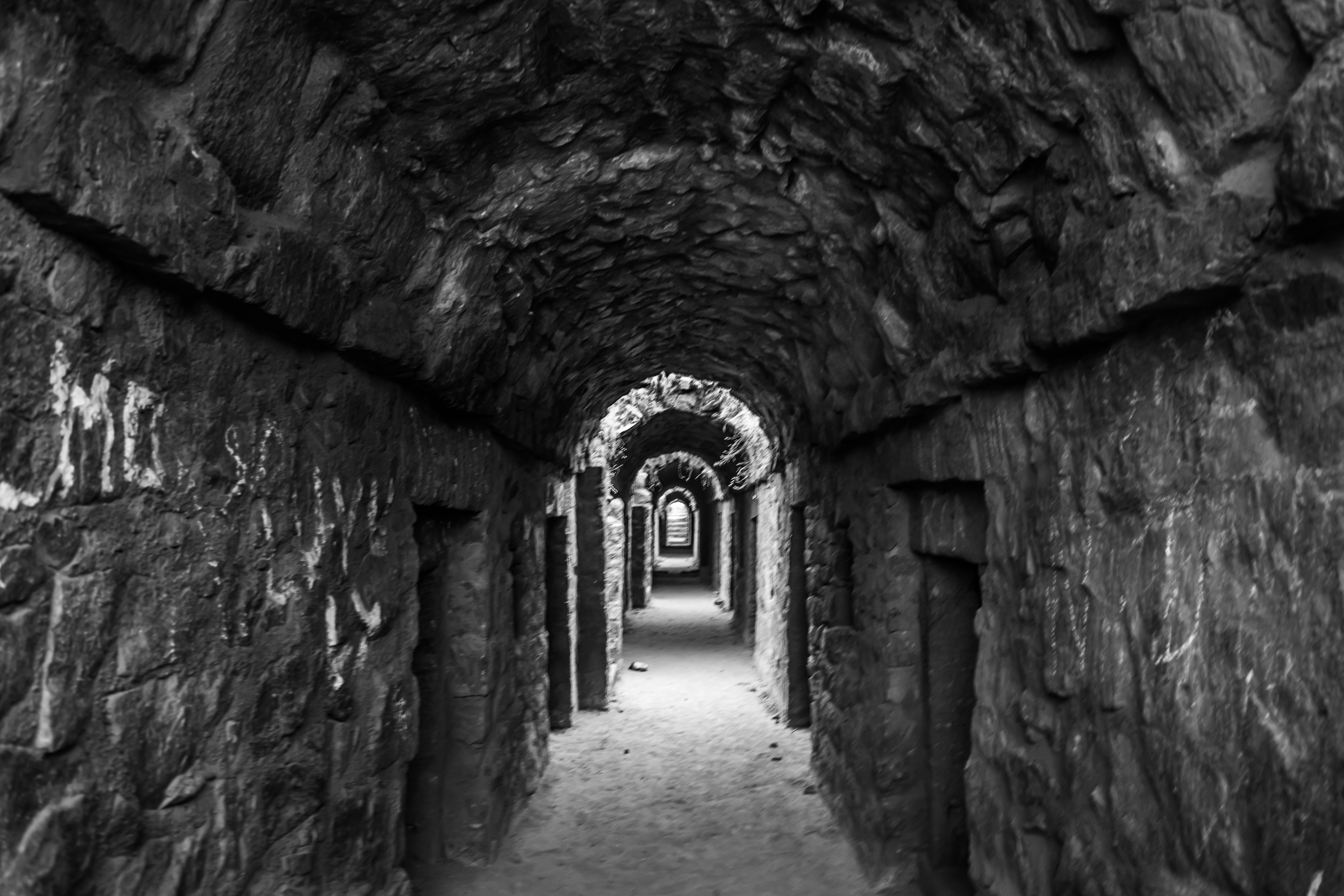
راهرو زیرزمینی قلعه تغلق‌آباد

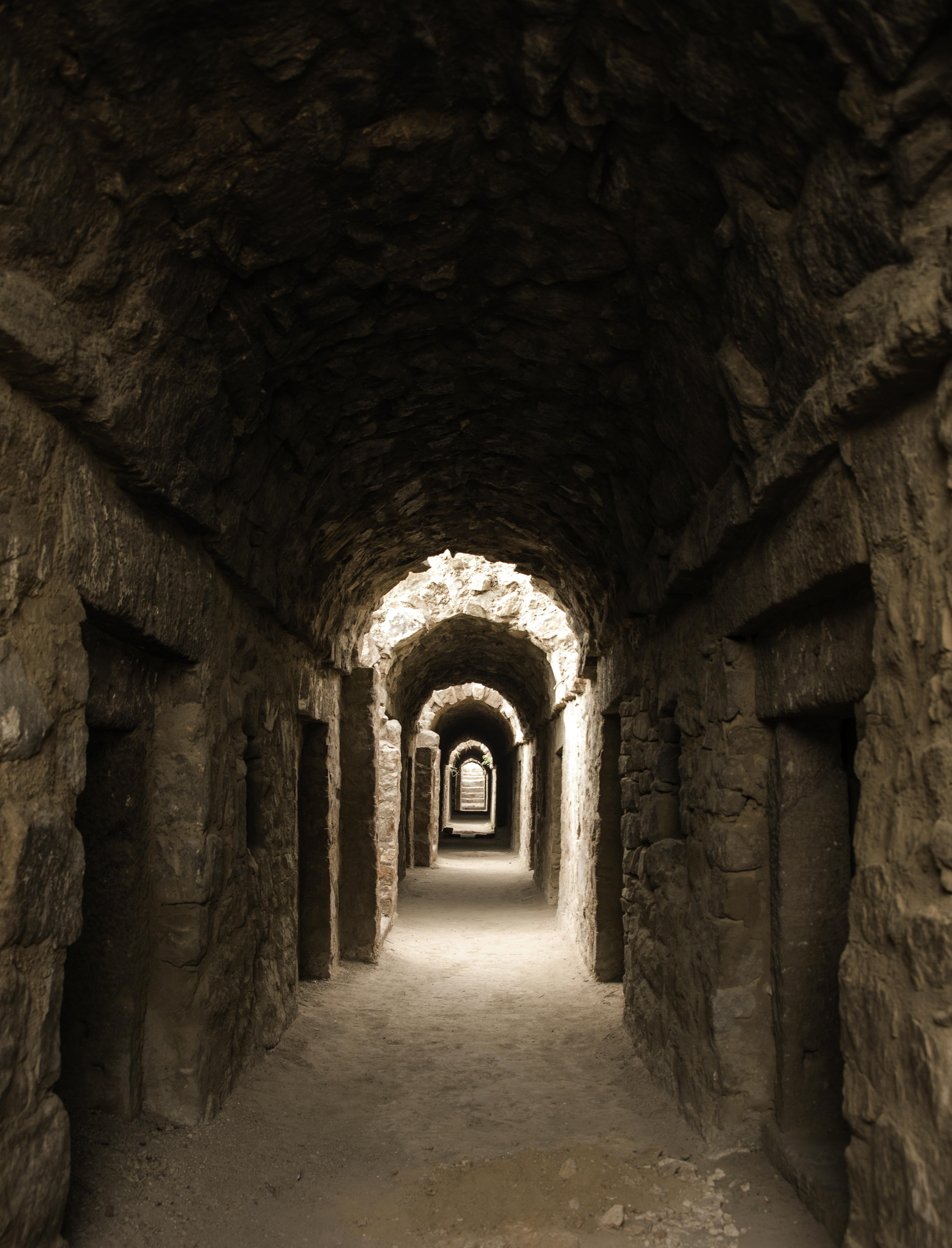
بازار مینا در زیرزمین

امروزه بخش عمده‌ای از شهر به دلیل پوشش گیاهی انبوه و خارگونه و بی‌توجهی غیرقابل دسترسی است. بخش رو به افزایشی از منطقه سابق شهر توسط یک سکونتگاه غیرقانونی مدرن، به‌ویژه در نزدیکی دریاچه‌های آن، اشغال شده است.
در جنوب تغلق‌آباد، یک مخزن سد مصنوعی وسیع در داخل پایگاه مستحکم آرامگاه غیاث‌الدین تغلق قرار داشت. این آرامگاه یادمانی که به‌خوبی حفظ شده است، هنوز از طریق گذرگاهی مرتفع به قلعه متصل است.
در جنوب شرقی بقایای قلعه عدل‌آباد قرار دارد که سال‌ها بعد توسط جانشین غیاث‌الدین، محمد بن تغلق (۱۳۲۵–۱۳۵۱)، ساخته شد. این قلعه ویژگی‌های اصلی ساختاری مشترکی با قلعه تغلق‌آباد دارد.

## نگارخانه

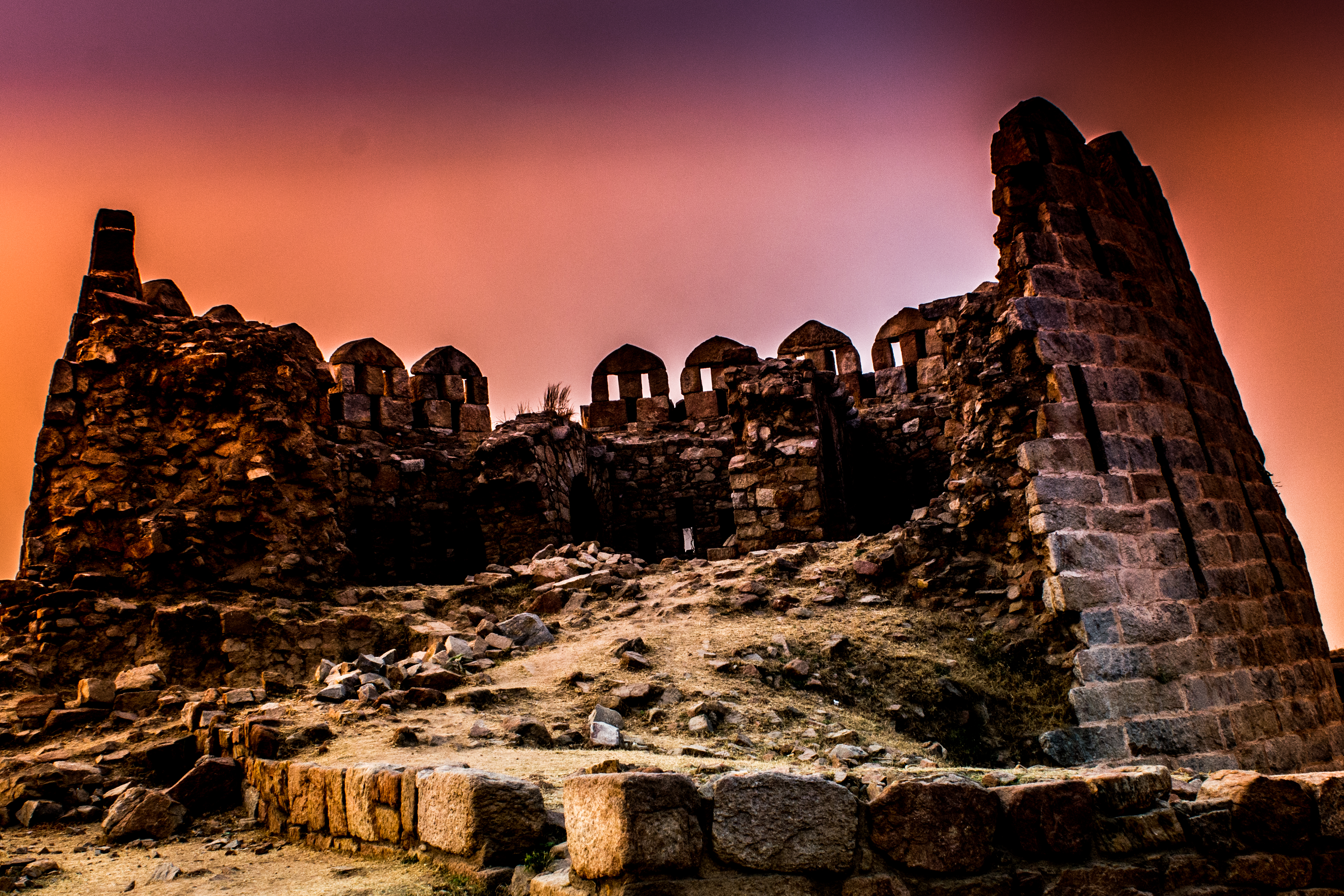
نمایی از قلعه ویران‌شده تغلق‌آباد در غروب
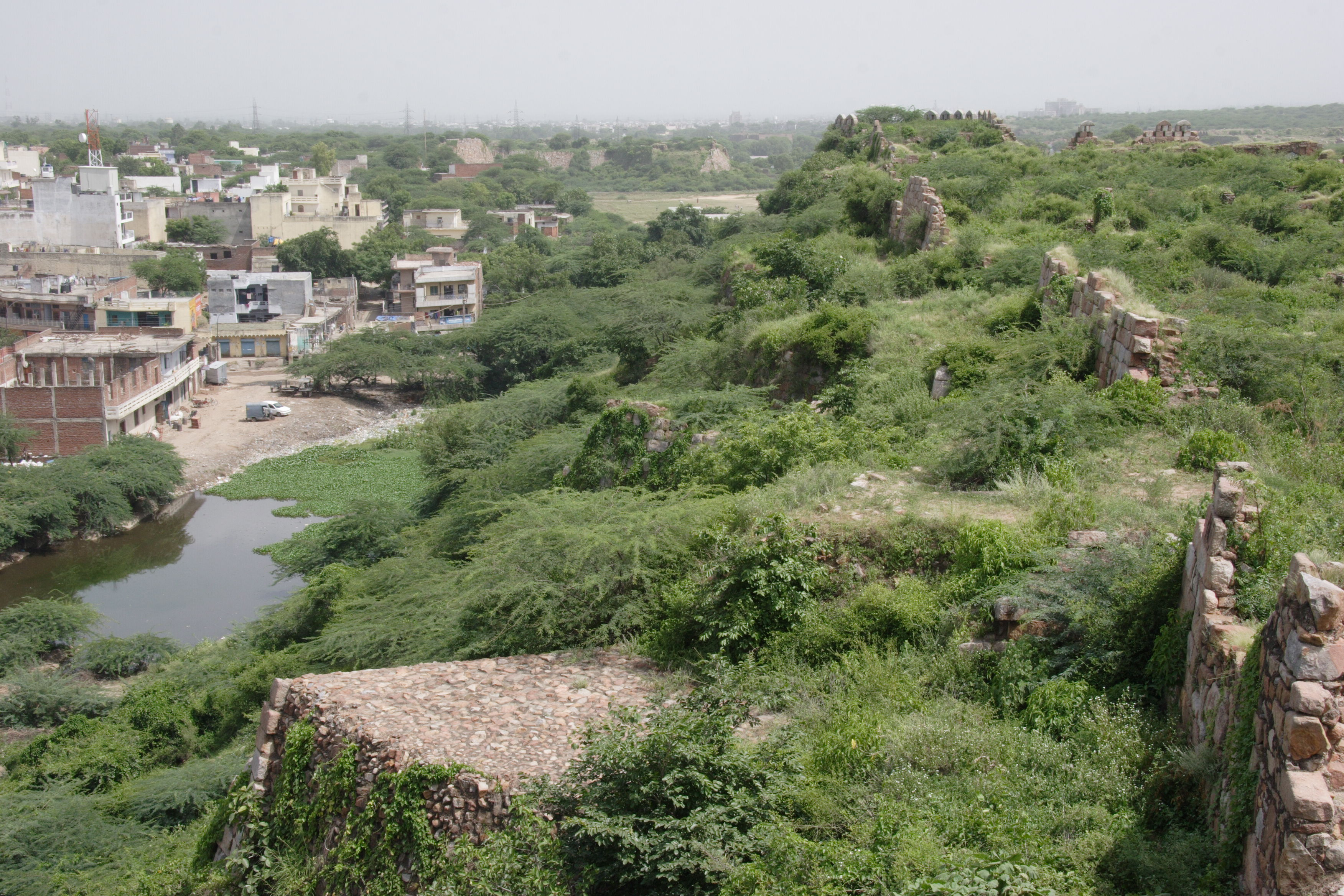
فعالیت‌های سکونتگاهی امروزی که در منطقه شهر قدیمی و در نزدیکی ارگ گسترش می‌یابد
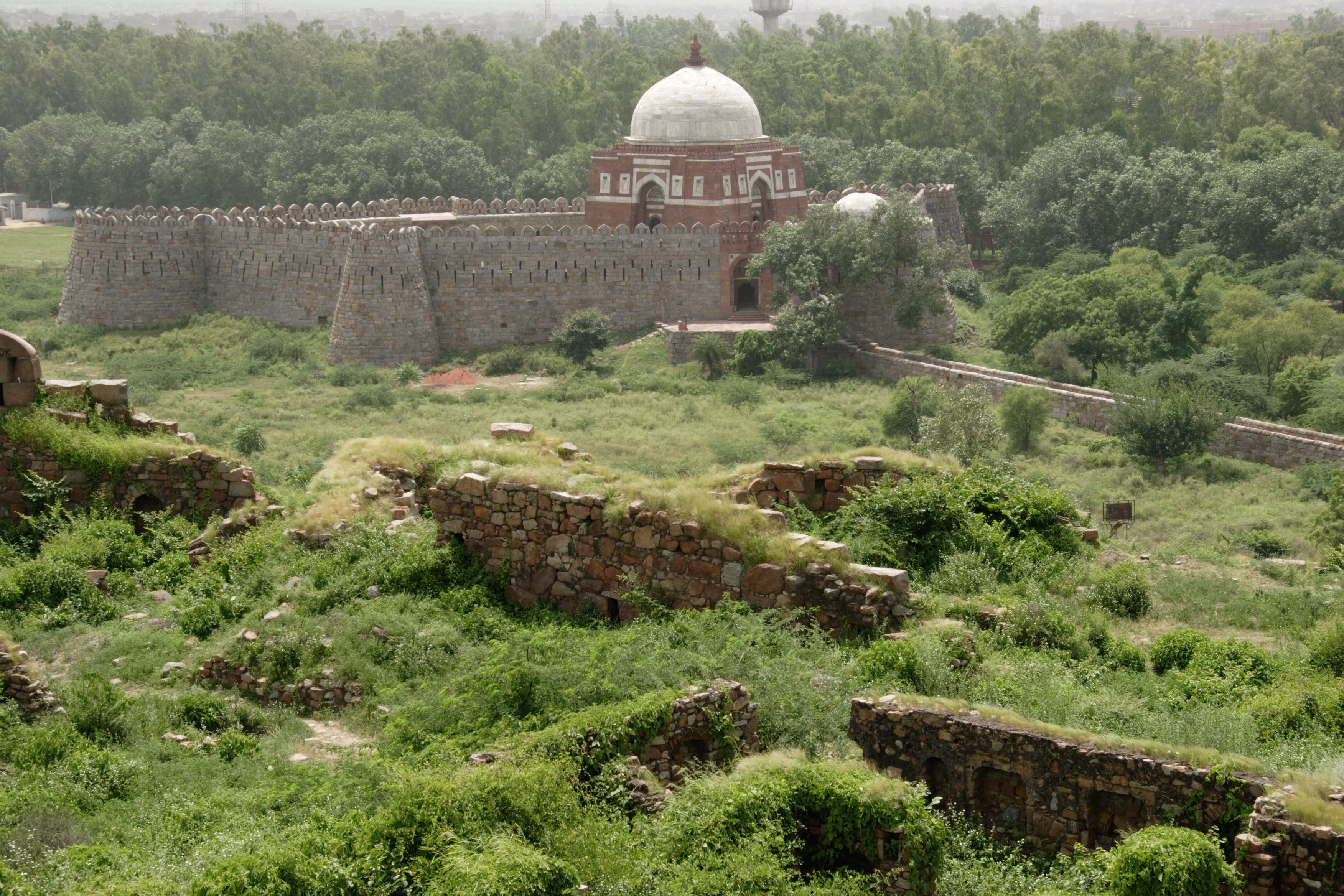
آرامگاه غیاث‌الدین تغلق از دیدگاه قلعه تغلق‌آباد
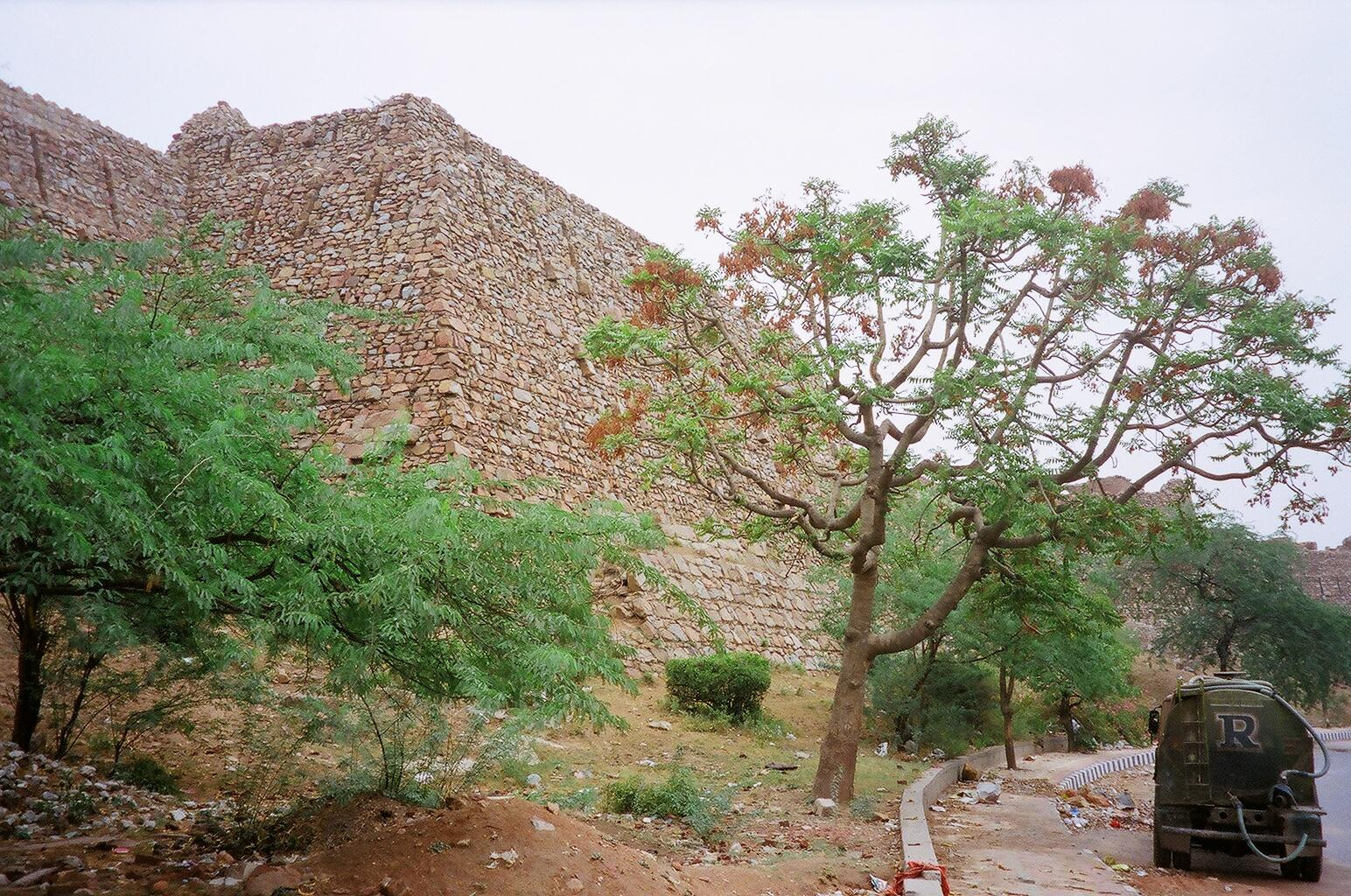
دیوار عظیم قلعه تغلق‌آباد
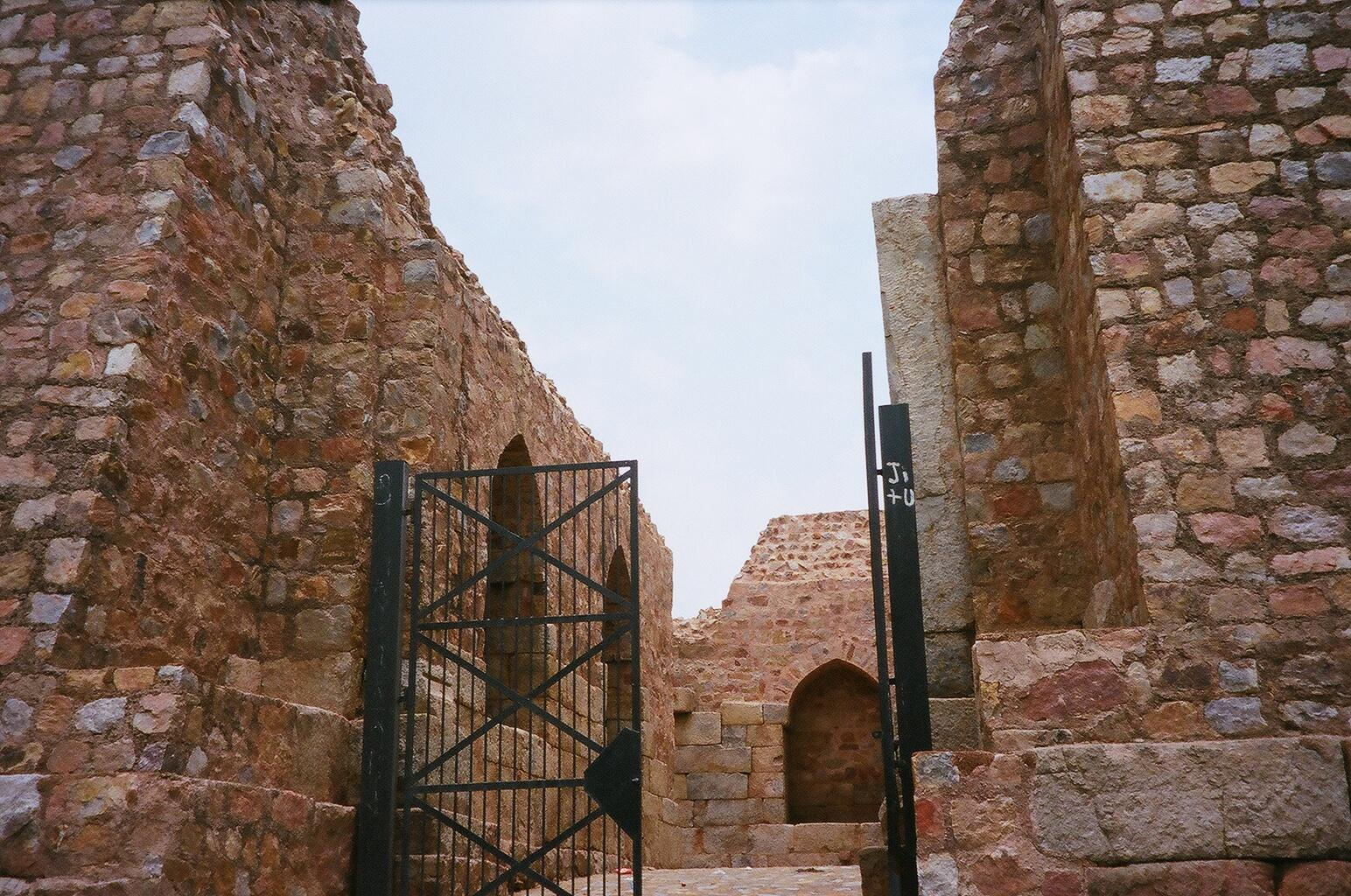
ورودی دروازه جنوبی به قلعه تغلق‌آباد
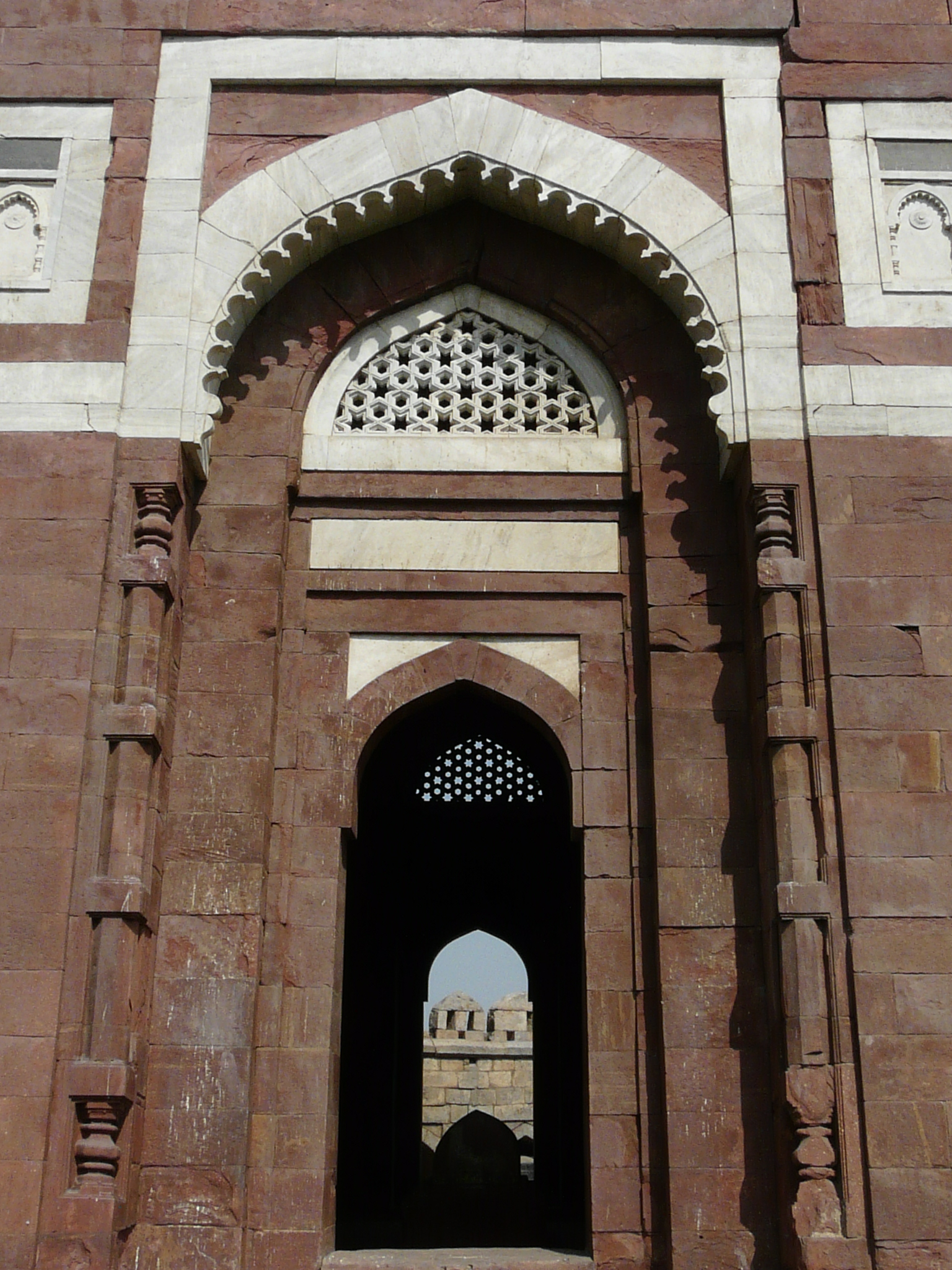
ورودی آرامگاه غیاث‌الدین تغلق
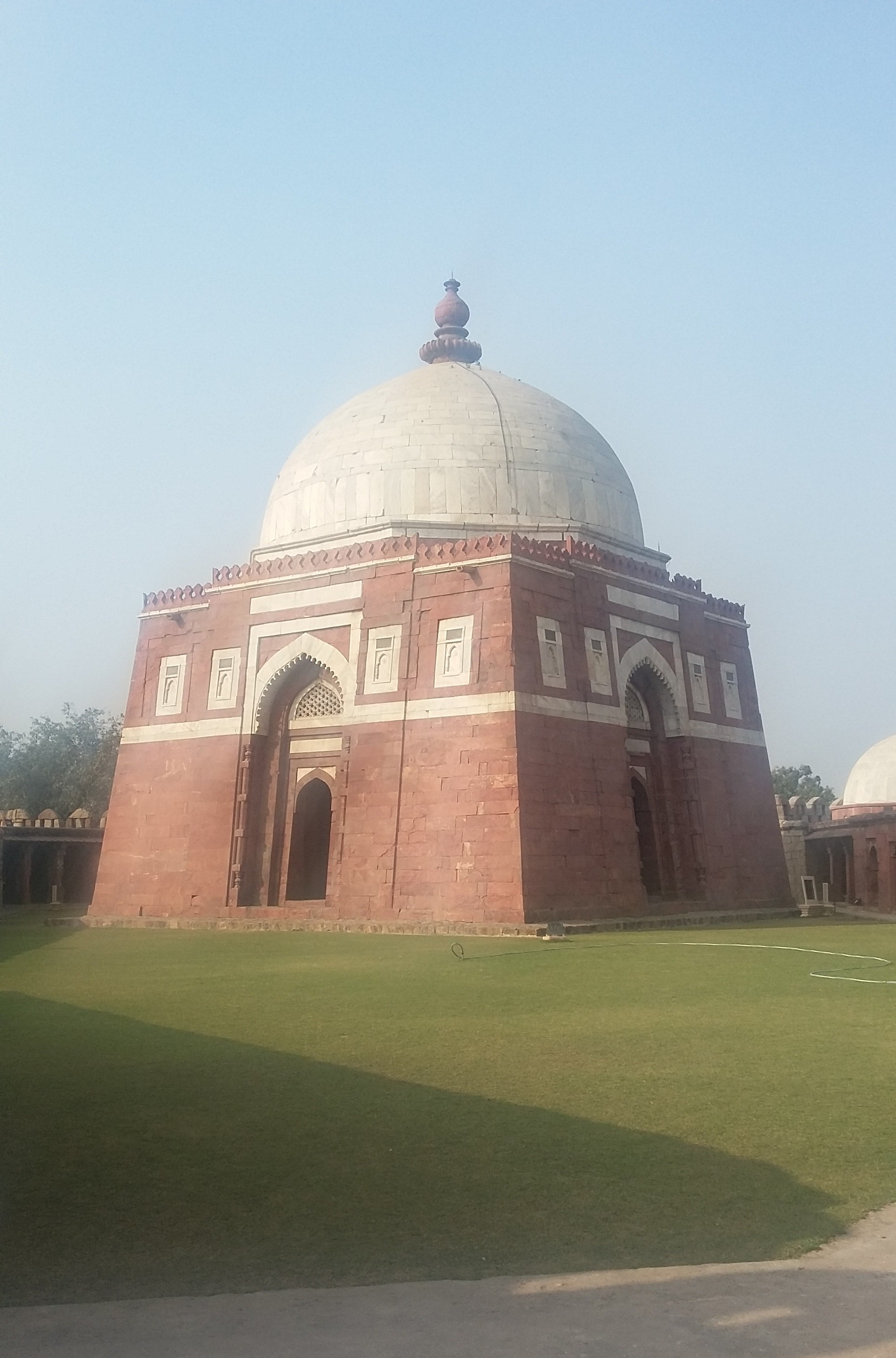
آرامگاه غیاث‌الدین تغلق و پسرش محمد بن تغلق
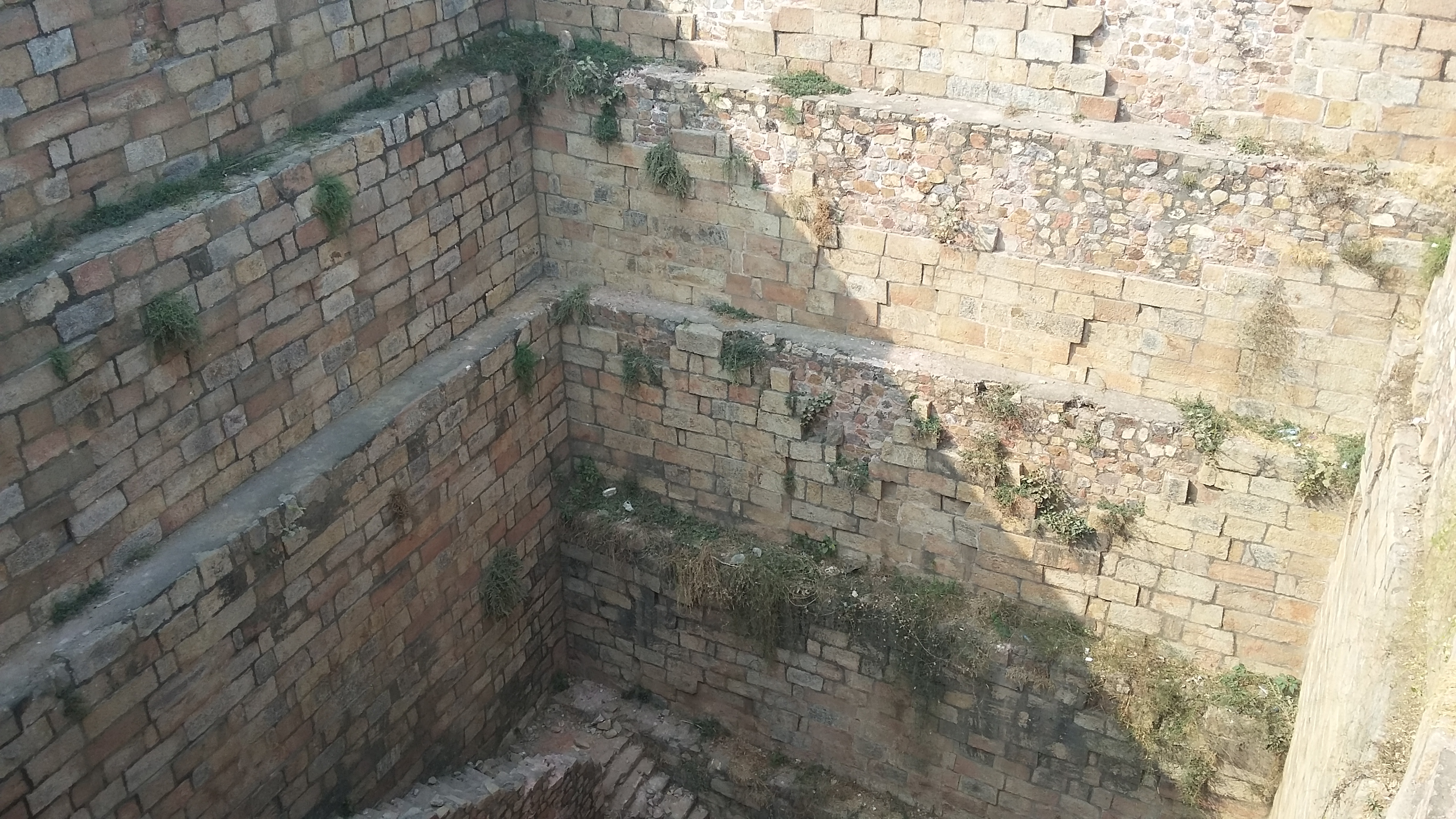
یک چاه در داخل قلعه تغلق‌آباد
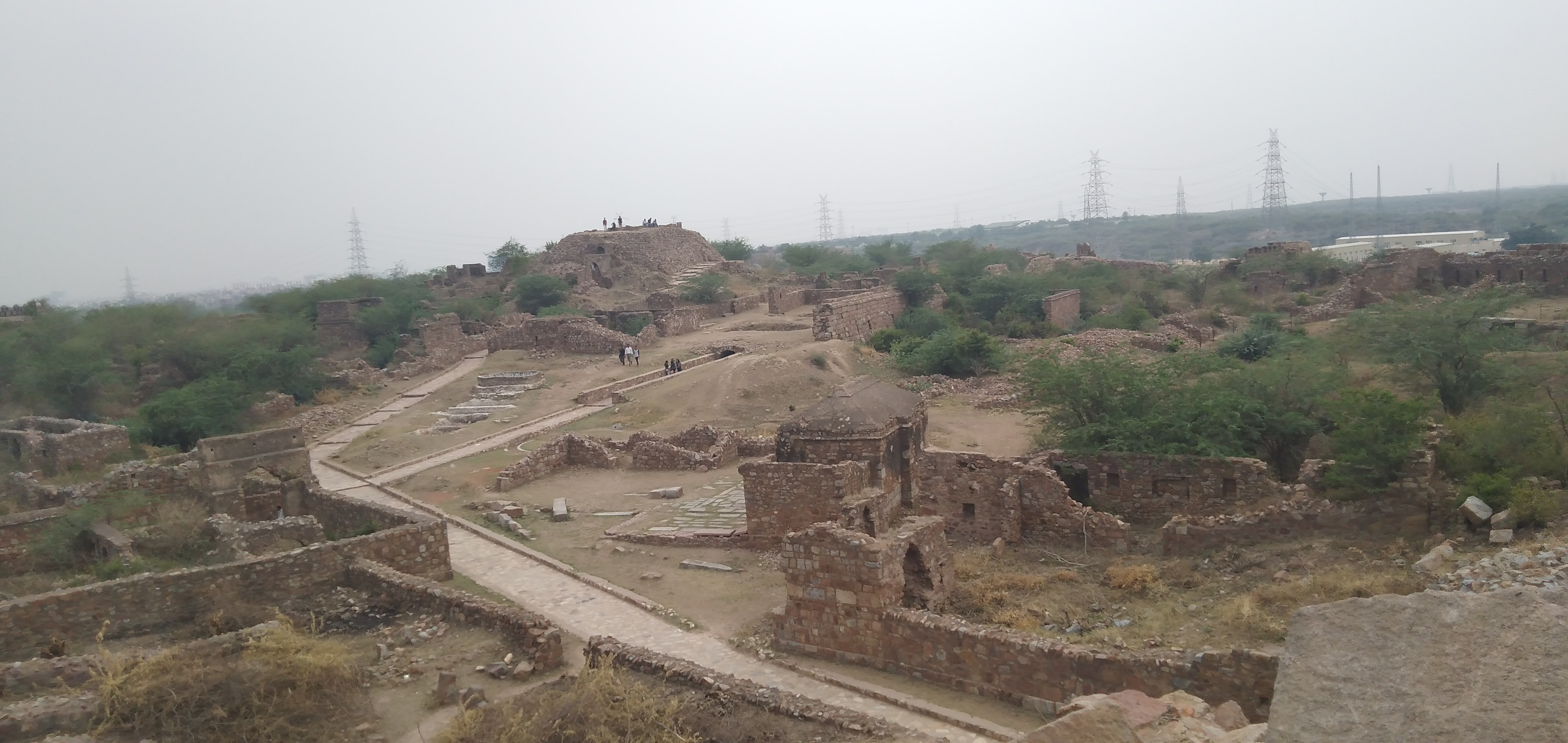
معماری قلعه تغلق‌آباد